# Liste der Wappen im Landkreis Anhalt-Bitterfeld
Diese Liste zeigt die amtlich genehmigten Wappen der Verbandsgemeinden, Städte und Gemeinden, sowie Wappen von ehemaligen Landkreisen, Verwaltungsgemeinschaften, Städten und Gemeinden im Landkreis Anhalt-Bitterfeld in Sachsen-Anhalt.

## Landkreis Anhalt-Bitterfeld und Vorgängerkreise
| Landkreis         | Wappen                                   | Kommentare |
| ----------------- | ---------------------------------------- | --- |
| Anhalt-Bitterfeld | Wappen des Landkreises Anhalt-Bitterfeld | Gestaltet vom Heraldiker Jörg Mantzsch aus Magdeburg, genehmigt durch das Ministerium des Innern des Landes Sachsen-Anhalt am 31. August 2007: „Geviert; Feld 1: in Silber ein auf roter Zinnenmauer linkshin schreitender schwarzer Bär; Feld 2: in Gold ein rot bewehrter, dreizehiger, schwarzer Löwe mit ausgeschlagener Zunge; Feld 3: in Silber drei rote Seeblätter (2:1); Feld 4: in Rot eine wachsende silberne Palme mit Früchten.“ |
| Anhalt-Zerbst     |                                          | Genehmigt dem damaligen Landkreis Zerbst durch das Anhaltische Staatsministerium am 18. Dezember 1935, Weiterführung genehmigt durch das Ministerium des Innern am 27. Februar 1995: „Geviert durch ein schwarzes Kreuz, belegt mit einem Herzschild; Feld 1 und 4: in Silber drei (2:1) rote Rosen, Feld 2 und 3: in Rot ein silberner goldbewehrter Adler; der Herzschild zeigt in Silber auf roter, schwarz gefugter Zinnenmauer mit offenem Tor einen schreitenden schwarzen Bären.“ Zum 1. Juli 2007 wurde der Landkreis Anhalt-Zerbst im Rahmen der Kreisgebietsreform in Sachsen-Anhalt aufgelöst und sein Gebiet auf die neuen Landkreise Anhalt-Bitterfeld, Jerichower Land und Wittenberg sowie die kreisfreie Stadt Dessau-Roßlau aufgeteilt. |
| Bitterfeld        |                                          | Gestaltet vom Staatsarchivrat Otto Korn aus Magdeburg, genehmigt durch das Preußische Staatsministerium am 15. Februar 1939, bestätigt durch das Ministerium des Innern am 28. Februar 1995: „Geviert. Feld 1 und 4: in Silber drei rote Seeblätter; Feld 2: in Gold ein schwarzer, rotbewehrter Löwe; Feld 3: in Gold zwei blaue Pfähle.“ Bei der Kreisgebietsreform 2007 in Sachsen-Anhalt wurde der Landkreis Bitterfeld mit dem Landkreis Köthen und Teilen des Landkreises Anhalt-Zerbst zum neuen Landkreis Anhalt-Bitterfeld fusioniert. |
| Köthen            |                                          | Genehmigt am 30. Mai 1991: „Gespalten von Schwarz und Silber; vorn ein offener silberner Flug, hinten eine auf rotem Schildfuß stehende natürliche Palme.“ Bei der Kreisgebietsreform 2007 in Sachsen-Anhalt wurde der Landkreis Köthen mit dem Landkreis Bitterfeld und Teilen des Landkreises Anhalt-Zerbst zum neuen Landkreis Anhalt-Bitterfeld fusioniert. |

## Verwaltungsgemeinschaften
| Verwaltungsgemeinschaft | Wappen | Kommentare |
| ----------------------- | ------ | --- |
| Elbe-Ehle-Nuthe         |        | Gestaltet von Ernst Albrecht Fiedler aus Magdeburg, genehmigt der damaligen Verwaltungsgemeinschaft Zerbster Land ????, weitergeführt in Rechtsnachfolge: „In Silber über einer erniedrigten blauen Wellendeichsel ein auf einem gestümmelten schwarzen Ast stehender roter Milan mit silbernem Kopf, goldenem Auge und goldener Bewehrung.“ Zum 1. Januar 2010 wurde die Verwaltungsgemeinschaft Elbe-Ehle-Nuthe aufgelöst. Alle 21 Gemeinden schlossen sich der Einheitsgemeinde Stadt Zerbst/Anhalt an. |

## Städte und Gemeinden
| Stadt oder Gemeinde           | Wappen | Kommentare |
| ----------------------------- | ------ | --- |
| Stadt Aken (Elbe)             |        | Siegelführung geht auf das 14. Jahrhundert zurück. Die Hauptsatzung der Stadt Aken (Elbe) führt Dienstsiegel und Flagge, aber kein Wappen. In § 2 wird das Dienstsiegel mit einem darin dargestellten Bildsiegel wie folgt beschrieben: „Unter einem hohen gotischen Boden, zwischen zwei gezinnten Rundtürmen mit Spitzdach, auf gequadertem Sockel stehend ein Bischof mit erhobener rechter Hand und zum Schwur ausgestreckten Fingern, der in der linken Hand den Bischofsstab hält. Die Türme sind von je einem kleinen schwebenden quergeteilten rot-weißen Wappenschild mit dem Kopf des heiligen Mauritius beseitet.“ |
| Stadt Bitterfeld-Wolfen       |        | Gestaltet von Lutz Döring aus Erdeborn, genehmigt durch den Landrat des Landkreises Anhalt-Bitterfeld am 15. Februar 2008, registriert im Landeshauptarchiv Magdeburg unter der Wappenrollennummer 8/2008: „Geviert von Silber und Blau mit schwarzem Schildfuß, 1. ein roter Rundkolben; 2. eine strahlende ungebildete goldene Sonne; 3. wachsend fünf goldene Ähren; 4. drei (2:1) rote Seeblätter; im Schildfuß ein schräggekreuztes silbernes Bergmannsgezähe.“ Die Farben der Stadt sind Gelb (Gold)/Blau. |
| Kreisstadt Köthen (Anhalt)    |        | Wappen beruht auf Siegelführung seit dem 14. Jahrhundert: „Das Wappen der Stadt Köthen (Anhalt) zeigt in Silber eine gezinnte rote Stadtmauer, schwarz gefugt, mit geöffnetem Tor, hochgezogenem blauen Fallgatter und drei aufgesetzten gezinnten roten, schwarz gefugten Türmen mit je einem Fenster, der größere und stärkere mittlere Turm mit blauem Kegeldach und goldenem Knauf.“ |
| Gemeinde Muldestausee         |        | § 2 der Hauptsatzung der Gemeinde Muldestausee führt weder Wappen noch Flagge, sondern lediglich das Dienstsiegel mit der Umschrift „Gemeinde Muldestausee, Landkreis Anhalt-Bitterfeld“. |
| Gemeinde Osternienburger Land |        | Gestaltet von Jörg Mantzsch aus Magdeburg, genehmigt durch den Landrat des Landkreises Anhalt-Bitterfeld am 28. Juni 2012: „Gespalten von Silber und Grün; vorn über einer schwarzgefugten roten Zinnmauer schwebend ein gesenktes rotes Schwert, das zwei gekreuzte rot-silberne Federköcher überdeckt, aus denen grüne Pfauenfedern mit rot-gold-schwarzen Pfauenaugen ragen; hinten ein silberner Lindenzweig mit vierzehn Blättern.“ |
| Stadt Raguhn-Jeßnitz          |        | Gestaltet von Jörg Mantzsch aus Magdeburg, genehmigt durch den Landrat des Landkreises Anhalt-Bitterfeld am 18. April 2019: „Geviert von Silber und Blau; Feld 1: zwischen zwei, in den Außenrand verschwindenden roten Zinnentürmen mit schwarzer Rundbogenöffnung, auf roter Zinnenmauer stehend und beide Türme haltend, ein aufrecht stehender, nach innen gewendeter schwarzer Bär mit ausgeschlagener roter Zunge; Feld 2: ein silbernes Eichenblatt; Feld 3: ein nach innen gewendeter silberner Pflug; Feld 4: aus blauem Wellenschildfuß wachsend zwei gefugte rote Türme mit Kuppeldächern, darauf je eine Kugel mit beknauftem Kegel, zwischen den Türmen pfahlweise eine rote Spindel und ein rotes Garnknäuel.“                     |
| Stadt Sandersdorf-Brehna      |        | Gestaltet von Otto Korn, genehmigt der damaligen Gemeinde Sandersdorf durch den Oberpräsidenten der Provinz Sachsen am 7. August 1939, weitergeführt in Rechtsnachfolge: „In Schwarz eine gestürzte silberne Spitze, belegt mit den gekreuzten roten Berghämmern über einem roten Seeblatt.“ |
| Stadt Südliches Anhalt        |        | § 2 der Hauptsatzung der Stadt Südliches Anhalt führt weder Wappen noch Flagge, sondern lediglich das Dienstsiegel mit der Umschrift „Stadt Südliches Anhalt“. |
| Stadt Zerbst/Anhalt           |        | Genehmigt durch das Regierungspräsidium Dessau am 9. Februar 1995, registriert im Landeshauptarchiv Magdeburg unter der Wappenrollennummer 10/1995: „In Silber gezinnte rote Stadtmauer mit offenem blaubedachten Tor und aufgezogenem Fallgatter, hinter der Stadtmauer fünf ungleich große gezinnte rote Türme mit blauen Spitzdächern, darauf goldene Knäufe und Kreuze, die Stadtmauer ist belegt mit zwei Schilden: der vordere Schild ist gespalten, vorn in Silber am Spalt ein roter Adler, hinten neunmal von Schwarz und Gold geteilt, belegt mit einer grünen Raute; der hintere Schild zeigt in Silber eine schräg aufsteigende, gezinnte rote Mauer, auf deren Zinnen ein schwarzer Bär mit goldener Krone und Halsband aufsteigt.“ |
| Stadt Zörbig                  |        | Das Wappen mit den Landsberger Pfählen geht auf Siegelführung seit dem 28. Dezember 1445 zurück: „Auf damasziertem goldenem Grund zwei blaue Pfähle.“ |

### Ehemalige Städte und Gemeinden
| Stadt oder Gemeinde | Wappen | Kommentare |
| --- | ------ | --- |
| Stadt Bitterfeld-Wolfen |        | |
| Stadt Bitterfeld |        | Gestaltet von Jörg Mantzsch, genehmigt am 14. Februar 2000 durch das Regierungspräsidium Dessau, registriert im Landeshauptarchiv Magdeburg unter der Wappenrollennummer 4/2000: „Das Wappen der Stadt Bitterfeld zeigt in Silber auf gewölbtem grünen Schildgrund einen roten Rundturm mit grünem, rot bekreuztem Spitzdach und offenem Rundbogenfenster über offenem Rundbogentor; der Turm beseitet von je einem schwebenden Dreieckschild, rechts: neunmal von Schwarz über Gold geteilt, schrägrechts belegt mit einem grünen Rautenkranz (Sachsen), links: in Silber drei (2:1) rote Seeblätter (Grafen von Brehna).“ Zum 1. Juli 2007 schlossen sich die Städte Bitterfeld und Wolfen mit den bis dahin selbständigen Gemeinden Greppin, Holzweißig und Thalheim zur neugebildeten Stadt Bitterfeld-Wolfen zusammen. |
| Gemeinde Bobbau |        | Gestaltet von Jörg Mantzsch, genehmigt durch den Landkreis Anhalt-Bitterfeld am 6. Juni 2007: „In Blau ein spitzbedachter, viergeschossiger goldener Turm mit schwarzen Stockwerkrahmen, bedachten goldenen Seitenflügeln und doppelreihigen Fensteröffnungen in allen Fassaden, begleitet von je zwei goldenen Ähren.“ Die Farben der Gemeinde sind – abgeleitet von den Tinkturen der Wappenmotive und des Schildes – Gold(Gelb)/Blau. Zum 1. September 2009 wurde die Gemeinde Bobbau mit den Ortsteilen Bobbau und Siebenhausen in die Stadt Bitterfeld-Wolfen eingemeindet. |
| Gemeinde Greppin |        | Gestaltet von Jörg Mantzsch, genehmigt durch das Regierungspräsidium Dessau am 12. Oktober 1993, registriert im Landeshauptarchiv Magdeburg unter der Wappenrollennummer 44/1993: „In Silber ein schwarzer Kühlturm mit schwarzem Rauch, begleitet von drei roten Seeblättern.“ Die Gemeindefarben zeigen schwarz und silber (weiß). Zum 1. Juli 2007 schlossen sich die Städte Bitterfeld und Wolfen mit den bis dahin selbständigen Gemeinden Greppin, Holzweißig und Thalheim zur neugebildeten Stadt Bitterfeld-Wolfen zusammen. |
| Gemeinde Holzweißig |        | Gestaltet von Otto Korn, genehmigt am 23. November 1937 durch den Oberpräsidenten der Provinz Sachsen, 2001 von Jörg Mantzsch bearbeitet und ins erneute Genehmigungsverfahren geführt: „In Silber auf grünem Dreiberg eine grüne Palme zwischen zwei zugewendeten natürlichen rotbewehrten Vögeln (Kronentauben).“ Zum 1. Juli 2007 schlossen sich die Städte Bitterfeld und Wolfen mit den bis dahin selbständigen Gemeinden Greppin, Holzweißig und Thalheim zur neugebildeten Stadt Bitterfeld-Wolfen zusammen. |
| Gemeinde Thalheim |        | Gestaltet von Jörg Mantzsch, genehmigt 2006: „Geviert von Rot und Silber; Feld 1: eine goldene Sonne, Feld 2: zwei rote Fischköpfe, Feld 3: ein roter Wellenbalken, Feld 4 eine goldene Garbe.“ Zum 1. Juli 2007 schlossen sich die Städte Bitterfeld und Wolfen mit den bis dahin selbständigen Gemeinden Greppin, Holzweißig und Thalheim zur neugebildeten Stadt Bitterfeld-Wolfen zusammen. |
| Stadt Wolfen |        | Genehmigt durch das Regierungspräsidium Dessau am 24. Januar 1995, registriert im Landesarchiv Sachsen-Anhalt unter der Wappenrollennummer 4/1995: „Geviert von 1:4 Gold (Gelb) und 2:3 Blau; Feld 1: ein schwarzer Rundkolben, Feld 2: zwei aufgerichtete goldene Ähren, Feld 3: perforiertes silbernes Filmsegment, Feld 4: schräg gekreuzte schwarze Schlägel und Eisen.“ Die Stadtfarben zeigen schwarz und gold (gelb). Zum 1. Juli 2007 schlossen sich die Städte Bitterfeld und Wolfen mit den bis dahin selbständigen Gemeinden Greppin, Holzweißig und Thalheim zur neugebildeten Stadt Bitterfeld-Wolfen zusammen. |
| Stadt Wolfen 1974–1995 |        | Genehmigt am 31. Juli 1974: „Geviert von Gold und Blau; Feld 1: ein schwarzer Rundkolben, Feld 2: zwei aufgerichtete goldene Ähren, Feld 3: perforiertes silbernes Filmsegment, Feld 4: schräg gekreuzte schwarze Schlägel und Eisen.“ Zum 1. Juli 2007 schlossen sich die Städte Bitterfeld und Wolfen mit den bis dahin selbständigen Gemeinden Greppin, Holzweißig und Thalheim zur neugebildeten Stadt Bitterfeld-Wolfen zusammen. |
| Gemeinde Muldestausee Zum 1. Januar 2010 schlossen sich Mitgliedsgemeinden Burgkemnitz, Gossa, Gröbern, Krina, Muldenstein, Plodda, Pouch, Rösa, Schlaitz und Schwemsal der bisherigen Verwaltungsgemeinschaft Muldestausee-Schmerzbach mit den beiden Mitgliedsgemeinden Mühlbeck und Friedersdorf der bisherigen Verwaltungsgemeinschaft Bitterfeld-Wolfen zur neugebildeten Einheitsgemeinde Muldestausee zusammen. |        | |
| Gemeinde Burgkemnitz |        | Gestaltet von Jörg Mantzsch, genehmigt 1995: „In Gold ein schwarzes Schloss mit durchbrochenen Fenstern und blauem Dach, im blauen Schildfuß drei schwarze Wellenlinien.“ |
| Gemeinde Friedersdorf |        | Gestaltet vom Heraldiker Frank Jung, genehmigt durch das Regierungspräsidium Dessau am 27. März 1997, registriert im Landeshauptarchiv Magdeburg unter der Wappenrollennummer 19/1997: „Über wellenförmigem silbernen Schildfuß, darin drei nebeneinanderliegende rote Seerosenblätter, das mittlere Blatt größer, in Grün eine goldene Linde.“ |
| Gemeinde Gossa |        | Gestaltet von Jörg Mantzsch, genehmigt 1992: „In Gold drei grüne Fichten belegt mit einer rechtsgewendeten schwarzen Amsel.“ |
| Gemeinde Gröbern |        | Gestaltet von Jörg Mantzsch, genehmigt 1995: „Geviert von Blau und Gold; Feld 1 und 4: zwei goldene Ähren, Feld 2 und 3: ein schwarzes Bergmannsgezähe.“ |
| Gemeinde Krina |        | Gestaltet von Jörg Mantzsch, genehmigt 1996: „Gespalten von Blau und Gold; vorn drei goldene Schilfrohre, hinten drei blaue Sicheln, keilförmig nach links gestellt.“ |
| Gemeinde Mühlbeck |        | Gestaltet vom Heraldiker Frank Jung, genehmigt durch das Regierungspräsidium Dessau am 23. September 1997, registriert im Landeshauptarchiv Magdeburg unter der Wappenrollennummer 64/1997: „In Grün eine von je einer goldenen Raute beseitete silberne Bockwindmühle auf gewölbtem silbernen Schildfuß mit zwei blauen Wellenleisten.“ |
| Gemeinde Muldenstein |        | Gestaltet vom Heraldiker Frank Jung, genehmigt ????: „.“ |
| Gemeinde Plodda |        | Gestaltet von Jörg Mantzsch, genehmigt 1994: „Gespalten von Schwarz und Gold, belegt mit einer freistehenden Glocke in einem hölzernen Glockenstuhl in verwechselten Farben.“ |
| Gemeinde Pouch |        | Gestaltet vom Heraldiker Frank Jung, genehmigt durch das Regierungspräsidium Dessau am 9. Mai 2000, registriert im Landeshauptarchiv Magdeburg unter der Wappenrollennummer 12/2000: „In Silber vom unteren Schildrand steigend drei langgestielte grüne Eichenblätter, vor dem mittleren – in gleicher Höhe – ein schwarz gefugtes rotes Stadttor mit zwei beknauften spitzbedachten Turmaufsätzen, vier Rundbogenfensteröffnungen (2:2) und einer Rundbogentoröffnung.“ |
| Gemeinde Rösa |        | Gestaltet von Jörg Mantzsch, genehmigt 1995: „In Silber ein blauer Schräglinks-Wellenbalken, begleitet von je einer roten, schwarz gebarteten Rose in silbernen Butzen.“ |
| Gemeinde Schlaitz |        | Gestaltet von Jörg Mantzsch, genehmigt 1995: „.“ |
| Gemeinde Schwemsal |        | Gestaltet von Jörg Mantzsch, genehmigt 2000: „In Blau eine goldene gebundene Getreidegarbe, begleitet von zwei silbernen Sicheln mit goldenem Griff.“ |
| Gemeinde Osternienburger Land Zum 1. Januar 2010 schlossen sich die bis dahin selbständigen Gemeinden Chörau, Diebzig, Dornbock, Drosa, Elsnigk, Großpaschleben, Kleinpaschleben, Libbesdorf, Micheln, Osternienburg, Reppichau, Trinum, Wulfen und Zabitz zur Einheitsgemeinde Osternienburger Land zusammen. Gleichzeitig wurde die Verwaltungsgemeinschaft Osternienburg, zu der diese Gemeinden gehörten, aufgelöst. |        | |
| Gemeinde Chörau |        | Gestaltet von Jörg Mantzsch, genehmigt ????: „Schräggeteilt von Silber über Blau, oben ein linksgewendeter stehender blauer Hahn mit goldener Bewehrung, unten ein silberner Mühlstein.“ |
| Gemeinde Diebzig |        | Genehmigt ????: „Schräggeteilt von Silber über Blau, oben ein linksgewendeter stehender blauer Hahn mit goldener Bewehrung, unten ein silberner Mühlstein.“ |
| Gemeinde Dornbock |        | Genehmigt 1995: „Geviert, 1 und 4 in Rot ein halber silberner Bock, 2 und 3 in Silber eine rote Rose.“ |
| Gemeinde Drosa |        | Genehmigt ????: „In Blau ein silbernes, schwarz konturiertes Hühnengrab.“ |
| Gemeinde Elsnigk |        | Gestaltet von Jörg Mantzsch, genehmigt am 20. Oktober 2009: „In Blau auf goldenem Schildfuß ein schwarz gefugter silberner Schornstein zwischen vorn einem goldenen Erlenzweig mit je drei Blättern und Blüten und hinten zwei goldenen Ähren mit Halmblättern, der Schildfuß belegt mit einem schwarzen Bergmannsgezähe.“ |
| Gemeinde Großpaschleben |        | Genehmigt am 14. Juni 2007: „Geviert von Blau und Silber, 2 ein steigender roter Löwe mit ausgeschlagener Zunge, 3 eine schwarze Krähe.“ |
| Gemeinde Kleinpaschleben |        | Genehmigt am 21. Mai 2008: „In Rot ein silberner Pelikan mit ausgebreiteten Schwingen, sich mit dem Schnabel die Brust verletzend und mit dem aus der roten Wunde tropfenden Blut sein drei im goldenen Nest vor ihm sitzenden silbernen Jungen nährend.“ |
| Gemeinde Libbesdorf |        | Genehmigt am 3. Februar 2009: „Gespalten und halb geteilt, vorn in Silber ein sich an einer blauen Stange hochrankender grüner Weinstock mit blauen Trauben, hinten oben in Blau pfahlweise zwei sechsstrahlige silberne Sterne, unten von Blau und Silber geviert.“ |
| Gemeinde Micheln |        | Genehmigt ????: „Schild geviert, 1 und 4 in Gold eine blaue Grubenlampe mit goldener Flamme, 2 und 3 in Blau gekreuzt eine goldene Ähre und Sichel. .“ |
| Gemeinde Osternienburg |        | Genehmigt ????: „Schild geteilt und halbgespalten, oben in Rot ein goldener Pflug, unten in Blau ein achtstrahliger goldener Stern, unten links ein schwarzes Bergmannsgezähe.“ |
| Gemeinde Reppichau |        | Gestaltet von Jörg Mantzsch, genehmigt 1999: „In Grün ein silbernes Rebhuhn, ein Bein vorgestreckt, das zweite auf einem goldenen aufgeschlagenen Buch stehend.“ |
| Gemeinde Trinum |        | Genehmigt am 27. Februar 1996: „In Grün ein silbernes Hochkreuz mit einem eingebogenen gesparrten Fuß, begleitet rechts von einer sechsblättrigen silbernen Kornblume, links von einer gestürzten silbernen Pflugschar.“ |
| Gemeinde Wulfen |        | Genehmigt am 4. Juli 1994: „In Gold über grünem Schildfuß ein aufgerichteter schwarzer Wolf mit rot ausgeschlagener Zunge; im grünen Schildfuß eine liegende, goldene Ähre mit fünf Grannen.“ |
| Gemeinde Zabitz |        | Genehmigt 2006: „In Blau drei silberne Pfähle belegt mit nach oben abgewinkelten Mittelkreuzbalken (2:1).“ |
| Stadt Raguhn-Jeßnitz Zum 1. Januar 2010 schlossen sich die Städte Jeßnitz (Anhalt) und Raguhn mit den bis dahin selbstständigen Gemeinden Altjeßnitz, Marke, Retzau, Schierau, Thurland und Tornau vor der Heide zur neugebildeten Stadt Raguhn-Jeßnitz zusammen. |        | |
| Gemeinde Altjeßnitz |        | Genehmigt am 19. Mai 2008: „Schräglinks geteilt von Gold und Grün, oben aus der Teilung wachsend ein steigender schwarzer Wolf mit roten Zähnen und ausgeschlagener Zunge, aus dem Rachen ein roter Blutstropfen fallend, unten das silberne Wegenetz eines Irrgartens.“ |
| Stadt Jeßnitz (Anhalt) |        | Genehmigt am 31. Mai 1994 durch das Regierungspräsidium Dessau, registriert im Landeshauptarchiv Magdeburg unter der Wappenrollennummer 25/1994: „In Silber aus blauem Wellenschildfuß wachsend zwei gefugte rote Türme mit Kuppeldächern, darauf je eine Kugel mit beknauftem Kegel, zwischen den Türmen schwebend eine rote Spindel und ein rotes Garnknäuel pfahlweise.“ |
| Stadt Jeßnitz (Anhalt) bis 1994 |        | Wappenbild entstammt einem Stadtsiegel aus dem 17. Jahrhundert: „In Silber über Wellenschildfuß zwei einzelne Kuppeltürme, zwischen ihnen schwebend Spindel und Garnknäuel balkenweise, alles in Rot.“ (Tatsächlich werden Spindel und Garnknäuel pfahlweise dargestellt.) |
| Gemeinde Marke |        | Gestaltet von Jörg Mantzsch, genehmigt durch den Landrat des Landkreises Anhalt-Bitterfeld am 24. April 2008: „Schräglinks geteilt von Grün über Gold und mit sechsfach rot-silbern gestückter Schräglinksleiste belegt, oben ein linksgewendetes, herschauendes silbernes Schaf, unten fächerartig drei grüne Eichenblätter belegt mit einer silbernen Eichel in grüner Kapsel.“ |
| Stadt Raguhn |        | Gestaltet von Jörg Mantzsch, genehmigt 1995: „.“ |
| Stadt Raguhn bis 1995 |        | Verliehen 1545 durch die gemeinschaftlich regierenden Fürsten von Anhalt Johann II., Georg III. und Joachim I.: „In Silber eine zweitürmige rote Burg mit geöffnetem goldenem Tor; zwischen den Türmen auf zwei Zinnen stehend und beide Türme haltend ein goldgekrönter schwarzer Bär mit roter Zunge; im silbernen Schildfuß 3 blaue Neunaugen.“ |
| Gemeinde Retzau |        | Gestaltet von Jörg Mantzsch, genehmigt durch den Landrat des Landkreises Anhalt-Bitterfeld am 10. Oktober 2007: „In Silber schragenweise gestellt vier grüne Eichenblätter, belegt mit vier kreuzweise gestellten goldenen Ähren, belegt mit vier schragenweise gestellten goldenen Eicheln mit grünen Kapseln.“ |
| Gemeinde Schierau |        | Gestaltet von Jörg Mantzsch, genehmigt 1996: „In Silber ein roter Kirchturm mit Seitenschiffen belegt mit vier silbernen Schilden (1:2:1), begleitet von zwei grünen Ahornblättern, über mit einem aufgeschlagenen silbernen Buch belegten gewellten blauen Schildfuß.“ |
| Gemeinde Thurland |        | Gestaltet vom Jörg Mantzsch, genehmigt 1995: „In Silber ein grüner Lindenbaum auf grünem Schildfuß. Vor der Linde ein schwarzer Auerochse.“ |
| Gemeinde Tornau vor der Heide |        | Gestaltet vom Jörg Mantzsch, genehmigt durch den Landrat des Landkreises Anhalt-Bitterfeld am 30. Dezember 2009: „Gespalten von Blau und Gold, vorn pfahlweise drei schräge silberne Pfeile, hinten pfahlweise drei zu den Pfeilen gegenschräge grüne Eichenblätter.“ |
| Stadt Sandersdorf-Brehna 1992 schlossen sich die Gemeinden Heideloh, Ramsin, Renneritz, Sandersdorf und Zscherndorf zur Verwaltungsgemeinschaft Sandersdorf zusammen. Zum 1. Juli 2004 wurde die Verwaltungsgemeinschaft Sandersdorf aufgelöst und es entstand daraus die Einheitsgemeinde Sandersdorf. Zum 1. Juli 2009 ließen sich die Stadt Brehna und die selbständigen Gemeinden Glebitzsch, Petersroda, Roitzsch – in der Ausnutzung der freiwilligen Phase der Gemeindegebietsreform in Sachsen-Anhalt – in die Einheitsgemeinde Sandersdorf eingliedern. Es wurde zeitgleich vereinbart, die aufnehmende Gemeinde Sandersdorf in „Sandersdorf-Brehna“ umzubenennen und dieser die Stadtrechte des eingemeindeten Brehna zu übertragen. |        | |
| Stadt Brehna |        | Wappen beruht auf Siegelführung seit dem 15. Jahrhundert. Bestätigt am 15. Februar 2008 durch den Landkreis Anhalt-Bitterfeld, registriert im Landesarchiv Sachsen-Anhalt unter der Wappenrollennummer 8/2008: „In Silber drei rote (2:1) gestellte Seeblätter.“ |
| Gemeinde Glebitzsch |        | Gestaltet von Jörg Mantzsch, genehmigt 2005: „Von Blau und Silber schräglinks geteilt, die Teilung belegt mit einer in verwechselten Farben geteilten Leiste; oben zwei goldene Ähren am Halm mit Blättern, unten ein mit den Stollen schräg nach unten gekehrtes blaues Hufeisen mit eckigen Nagellöchern.“ |
| Gemeinde Petersroda |        | Gestaltet von Jörg Mantzsch, genehmigt 2005: „In Gold ein grüner Frosch.“ |
| Gemeinde Ramsin |        | Gestaltet von Jörg Mantzsch, genehmigt durch das Regierungspräsidium Dessau am 16. September 1998: „Schräglinks geteilt von Silber über Grün; oben ein schräggekreuztes schwarzes Bergmannsgezähe, unten eine silberne Ähre.“ |
| Gemeinde Renneritz |        | Gestaltet von Steven Pick aus Ramsin, gestiftet vom Heimatverein Renneritz e. V. im November 2019, eingetragen in die Deutsche Ortswappenrolle des HEROLD unter der Registratur 80 ST am 3. März 2020: „In Blau über einem silbernen Räderpflug zwei schräggekreuzte behalmte goldene Kornähren.“ |
| Gemeinde Roitzsch |        | Gestaltet von Jörg Mantzsch, genehmigt 2005: „Schräglinks geteilt von Gold und Blau, oben ein aufrecht schreitender, hersehender schwarzer Kater mit einer schwarzen siebenschwänzigen Peitsche in der linken Pfote, unten nach der Teilung gestellt ein goldenes Bergmannsgezähe und drei goldene Ähren.“ |
| Gemeinde Zscherndorf |        | Gestaltet von Jörg Mantzsch, genehmigt durch das Regierungspräsidium Dessau am 23. Februar 1994, registriert im Landesarchiv Sachsen-Anhalt unter der Wappenrollennummer 8/1994: „In Rot ein goldenes Feuerwehrhaus mit Turm, schwarzen Toren und Fenstern, begleitet von je 3 silbernen Eichblättern mit Eicheln.“ |
| Stadt Südliches Anhalt Zum 1. Januar 2010 schlossen sich die Stadt Radegast und die Gemeinden Edderitz, Fraßdorf, Glauzig, Großbadegast, Hinsdorf, Libehna, Maasdorf, Meilendorf, Prosigk, Quellendorf, Reupzig, Riesdorf, Scheuder, Trebbichau an der Fuhne, Weißandt-Gölzau, Wieskau und Zehbitz freiwillig zur neuen Einheitsgemeinde Stadtrecht Südliches Anhalt zusammen. Zum 1. September 2010 wurden die Stadt Gröbzig sowie die Gemeinden Görzig und Piethen in die Stadt Südliches Anhalt eingemeindet. |        | |
| Gemeinde Edderitz |        | Genehmigt durch das Regierungspräsidium Dessau am 18. März 1993, registriert im Landeshauptarchiv Magdeburg unter der Wappenrollennummer 2/1993: „Gespalten mit blauem Schildfuß, vorn in Schwarz zwei goldene Ähren, hinten in Gold schräg gekreuzte Schlägel und Eisen.“ |
| Stadt Gröbzig |        | Genehmigt am 9. November 1994 durch das Regierungspräsidium Dessau, registriert im Landeshauptarchiv Magdeburg unter der Wappenrollennummer 62/1994: „In Silber eine schwebende rote, von zwei gezinnten Türmen flankierte Burg mit goldenem Tor und schwarzen Fensteröffnungen; auf der gezinnten Mauer ein linkshin schreitender schwarzer Bär mit goldener Krone und goldenem Halsband.“ |
| Stadt Gröbzig bis 1994 |        | Nachdem die Stadt 1603 an die Bernburger Linie gefallen war, erschien deren Wappentier, ein linkshin schreitender gekrönter schwarzer Bär, im Stadtwappen. Nach Verkauf des Amtes Gröbzig an Fürst Leopold I. von Anhalt-Dessau erhielt das Wappen im Wesentlichen sein hier dargestelltes Aussehen: „In Silber eine rote Burg mit gezinnten Seitentürmen und geschlossenem roten Tor; auf den Mauerzinnen zwischen den Türmen ein linkshin schreitender schwarzer Bär mit goldener Krone und goldenem Halsband.“ |
| Gemeinde Maasdorf |        | Gestaltet von Jörg Mantzsch, genehmigt 1998: „In Blau eine schwarz konturierte silberne Glocke an einem geschwungenen, mit fünf schwarzen Nagelköpfen besetzten goldenen Glockenstuhl.“ |
| Gemeinde Quellendorf |        | Gestaltet von Jörg Mantzsch, genehmigt durch den Landrat des Landkreises Anhalt-Bitterfeld am 11. April 2008: „Geviert von Silber und Blau; 1: ein schwarzer Eberkopf mit rotem Hauer, 2 und 3: zwei goldene Ähren, 4: eine blaue Quellfontäne.“ |
| Gemeinde Radegast |        | Genehmigt durch das Regierungspräsidium Dessau am 15. September 1994, registriert im Landeshauptarchiv Magdeburg unter der Wappenrollennummer 47/1994: „In Silber auf einer schräglinks ansteigenden roten Zinnenmauer mit geschlossenem goldenem Tor ein linkshin auf einen roten Zinnenturm zuschreitender schwarzer Bär mit goldener Krone und goldenem Halsband.“ Die Stadtfarben sind Schwarz-Rot. |
| Gemeinde Weißandt-Gölzau |        | Genehmigt ????: „Halbgespalten und geteilt, vorn in Blau eine goldene Ähre, hinten in Gold pfahlweise ein schwarzes Bergmannsgezähe und ein unterhalbes schwarzes Zahnrad, unten in Silber eine an der Teilung anstoßende, gemauerte rote Brücke und ein im Brückenjoch anstoßender blauer Wellenpfahl.“ Die Farben von Weißandt-Gölzau sind Gold (Gelb) – Blau. |
| Stadt Zerbst/Anhalt |        | |
| Gemeinde Bias |        | Gestaltet von der Heraldischen Gesellschaft „Schwarzer Löwe“ Leipzig, genehmigt durch das Regierungspräsidium Dessau am 30. Juni 1993: „Gespalten von Schwarz und Gold; belegt mit einer Pflugschar in verwechselten Farben.“ Zum 1. Januar 2005 wurde die Gemeinde Bias in die Stadt Zerbst/Anhalt eingemeindet. |
| Gemeinde Bornum |        | Genehmigt durch das Regierungspräsidium Dessau am 4. Juli 1994, registriert im Landesarchiv Sachsen-Anhalt unter der Wappenrollennummer 34/1994: „In Silber ein blauer schräglinks Wellenbalken, begleitet oben von einem grünen Lindenblatt, unten von einem schwarzen Mühlenrad.“ Zum 1. Januar 2010 wurde die Gemeinde Bornum in die Stadt Zerbst/Anhalt eingemeindet. |
| Gemeinde Buhlendorf |        | Genehmigt am 11. August 1997: „In Silber ein blaubedachter roter Getreidespeicher.“ Zum 1. Januar 2010 wurde die Gemeinde Buhlendorf in die Stadt Zerbst/Anhalt eingemeindet. |
| Gemeinde Deetz |        | Gestaltet von Jörg Mantzsch, gestiftet vom Ortsbürgermeister, eingetragen in die Deutsche Ortswappenrolle des HEROLD unter der Registratur 33 ST am 16. September 2014: „In Blau drei silberne Karpfen im Dreipass, dazwischen je ein goldenes Ährenpaar.“ Zum 1. Januar 2010 wurde die Gemeinde Deetz in die Stadt Zerbst/Anhalt eingemeindet. |
| Gemeinde Dobritz |        | Gestaltet von der Heraldischen Gesellschaft „Schwarzer Löwe“ Leipzig, genehmigt durch das Regierungspräsidium Dessau am 31. Mai 1994, registriert im Landesarchiv Sachsen-Anhalt unter der Wappenrollennummer 24/1994: „Von Rot, Silber und Blau durch Göpelschnitt geteilt; vorn eine silberne Ähre, hinten eine rote Eichel, unten ein silbernes Mühlenrad.“ Zum 1. Januar 2010 wurde die Gemeinde Dobritz in die Stadt Zerbst/Anhalt eingemeindet. |
| Gemeinde Gehrden |        | Gestaltet von Jörg Mantzsch, genehmigt durch den Landrat des Landkreises Anhalt-Bitterfeld am 25. Juni 2009: „In Grün eine goldene Korngarbe, umlegt mit acht entlang der Flanken und des Schildrunds bordweis gestellten silbernen Steinen.“ Zum 1. Januar 2010 wurde die Gemeinde Gehrden in die Stadt Zerbst/Anhalt eingemeindet. |
| Gemeinde Gödnitz |        | Genehmigt am 17. August 1995: „Geviert von Blau und Silber; Feld 1 und 4: ein goldener Angelhaken, Feld 2 und 3: eine schrägrechte rote Pflugschar.“ Zum 1. Januar 2010 wurde die Gemeinde Gödnitz in die Stadt Zerbst/Anhalt eingemeindet. |
| Gemeinde Grimme |        | Genehmigt am 13. Februar 1996: „Gespalten von Rot und Gold; vorn am Spalt ein silberner Adler mit goldener Bewehrung, hinten pfahlweise zwei aufrechte grüne Eicheln.“ Zum 1. Januar 2010 wurde die Gemeinde Grimme in die Stadt Zerbst/Anhalt eingemeindet. |
| Gemeinde Güterglück |        | Genehmigt am 12. April 1994: „In Gold ein liegender grüner gestumpfter Ast mit einem dreiblättrigen Lindenzweig.“ Zum 1. Januar 2010 wurde die Gemeinde Güterglück in die Stadt Zerbst/Anhalt eingemeindet. |
| Gemeinde Hohenlepte |        | Genehmigt am 15. Februar 1996: „In Rot eine bewurzelte silberne Linde vor einer erniedrigten silbernen Wellenleiste.“ Zum 1. Januar 2010 wurde die Gemeinde Hohenlepte in die Stadt Zerbst/Anhalt eingemeindet. |
| Gemeinde Jütrichau |        | Genehmigt am 26. November 1999: „Im blauen Schild mit rechter silberner Flanke ein silbernes Andreaskreuz, mittig belegt mit einer fünfblättrigen (2:3) roten Rose mit goldenen Kelchblättern und goldenem Butzen; in der Flanke ein gestürztes blaues Senseneisen mit nach links gekehrter Schneide.“ Zum 1. Januar 2010 wurde die Gemeinde Jütrichau in die Stadt Zerbst/Anhalt eingemeindet. |
| Gemeinde Leps |        | Genehmigt am 11. Mai 1995: „In Grün drei (2:1) gestürzte goldene Lindenblätter.“ Zum 1. Januar 2010 wurde die Gemeinde Leps in die Stadt Zerbst/Anhalt eingemeindet. |
| Stadt Lindau |        | Genehmigt am 16. November 1992: „In Silber auf grünem Boden eine grüne Linde.“ Zum 1. Januar 2010 wurde die Stadt Lindau (Anhalt) in die Stadt Zerbst/Anhalt eingemeindet. |
| Gemeinde Moritz |        | Gestaltet von Erika Fiedler aus Magdeburg, genehmigt durch das Regierungspräsidium Dessau am 5. Dezember 1995, registriert im Landesarchiv Sachsen-Anhalt unter der Wappenrollennummer 118/1995: „Geteilt von Silber und Grün; oben zwei stilisierte rote Rosen mit goldener Samenkapsel und spitzen grünen Kelchblättern an sich kreuzenden grünen Stielen, unten ein silberner Pflug.“ Zum 1. Januar 2010 wurde die Gemeinde Moritz in die Stadt Zerbst/Anhalt eingemeindet. |
| Gemeinde Nedlitz |        | Gestaltet von der Heraldischen Gesellschaft „Schwarzer Löwe“ Leipzig, genehmigt durch das Regierungspräsidium Dessau am 11. Mai 1998, registriert im Landesarchiv Sachsen-Anhalt unter der Wappenrollennummer 25/1998: „In Grün ein silberner Wellenbalken; oben ein silberner Eichenzweig mit einer steigenden Eichel, unten eine silberne Damhirschschaufel.“ Zum 1. Januar 2010 wurde die Gemeinde Nedlitz in die Stadt Zerbst/Anhalt eingemeindet. |
| Gemeinde Nutha |        | Gestaltet von der Heraldischen Gesellschaft „Schwarzer Löwe“ Leipzig, genehmigt durch das Regierungspräsidium Dessau am 12. März 1997, registriert im Landesarchiv Sachsen-Anhalt unter der Wappenrollennummer 18/1997: „In Silber über blauem Wellenschildgrund eine rote, schwarz gefugte Bogenbrücke, im Schildhaupt balkenweise drei rote Mühlensteine mit silbernen Mühleisen.“ Zum 1. Januar 2010 wurde die Gemeinde Nutha in die Stadt Zerbst/Anhalt eingemeindet. |
| Gemeinde Polenzko |        | Gestaltet von der Heraldischen Gesellschaft „Schwarzer Löwe“ Leipzig, genehmigt durch das Regierungspräsidium Dessau am 6. Dezember 2000, registriert im Landesarchiv Sachsen-Anhalt unter der Wappenrollennummer 41/2000: „In Gold ein schrägrechter blauer Wellenbalken, belegt oben von einem grünen Lindenblatt, unten von einem grünen Eichenblatt, beide Blätter schwarz strukturiert und schrägrechts steigend.“ Zum 1. Januar 2010 wurde die Gemeinde Polenzko in die Stadt Zerbst/Anhalt eingemeindet. |
| Gemeinde Pulspforde |        | Gestaltet von der Heraldischen Gesellschaft „Schwarzer Löwe“ Leipzig, genehmigt ????: „Geteilt von Gold über Silber, oben ein grüner Eichenzweig mit drei Blättern bewinkelt mit zwei aufrechten gestielten Eicheln, unten ein schwarzes Mühlrad an der Teilung.“ Zum 1. Januar 2002 wurde die Gemeinde Pulspforde in die Stadt Zerbst/Anhalt eingemeindet. |
| Gemeinde Reuden/Anhalt |        | Gestaltet von der Heraldischen Gesellschaft „Schwarzer Löwe“ Leipzig, genehmigt durch das Regierungspräsidium Dessau am 2. Juni 1994, registriert im Landesarchiv Sachsen-Anhalt unter der Wappenrollennummer 26/1994: „Von Rot und Silber schräglinks geteilt; oben ein silbernes Eichenblatt mit Eichel, unten ein geschrägtes rotes Pflugeisen.“ Zum 1. Januar 2010 wurde die Gemeinde Reuden/Anhalt in die Stadt Zerbst/Anhalt eingemeindet. |
| Gemeinde Steutz |        | Gestaltet von der Heraldischen Gesellschaft „Schwarzer Löwe“ Leipzig, genehmigt durch das Regierungspräsidium Dessau am 6. Oktober 1993, registriert im Landesarchiv Sachsen-Anhalt unter der Wappenrollennummer 43/1993: „In Silber, geteilt von einem blauen Wellenbalken, oben zwei rote, sechsstrahlige Sterne, unten ein Zweig von drei grünen Eichenblättern und zwei grünen Eicheln.“ Zum 1. Januar 2010 wurde die Gemeinde Steutz in die Stadt Zerbst/Anhalt eingemeindet. |
| Gemeinde Straguth |        | Gestaltet von Jörg Mantzsch, genehmigt durch den Landrat des Landkreises Anhalt-Bitterfeld am 4. April 2005: „Geteilt von Blau und Gold, darin eine Garbe in verwechselten Tinkturen, begleitet von zwei vierspeichigen von Gold und Schwarz geteilten Mühlrädern.“ Zum 1. Januar 2010 wurde die Gemeinde Straguth in die Stadt Zerbst/Anhalt eingemeindet. |
| Gemeinde Walternienburg |        | Gestaltet von Erika Fiedler aus Magdeburg, genehmigt durch das Regierungspräsidium Dessau am 2. Juni 1995, registriert im Landesarchiv Sachsen-Anhalt unter der Wappenrollennummer 38/1995: „Gespalten durch Wellenschnitt Gold über Blau; vorn ein blauer Wellenpfahl, hinten ein dreistufiger goldener Turm mit schwarzen Dächern, goldener Kugel und schwarzer Wetterfahne.“ Zum 1. Januar 2010 wurde die Gemeinde Walternienburg in die Stadt Zerbst/Anhalt eingemeindet. |
| Gemeinde Zernitz |        | Gestaltet von der Heraldischen Gesellschaft „Schwarzer Löwe“ Leipzig, genehmigt durch das Regierungspräsidium Dessau am 11. August 1997, registriert im Landesarchiv Sachsen-Anhalt unter der Wappenrollennummer 58/1997: „Gespalten von Silber und Rot; vorn ein schwarzes Mühlrad am Spalt, hinten ein goldbewehrter silberner Adler am Spalt.“ Zum 1. Januar 2010 wurde die Gemeinde Zernitz in die Stadt Zerbst/Anhalt eingemeindet. |
| Stadt Zörbig |        | |
| Gemeinde Stumsdorf |        | Stumsdorf führt seit 2021 ein Ortsteilwappen, gestaltet vom Magdeburger Kommunalheraldiker Jörg Mantzsch: „In Gold ein schräglinker blauer Wellenbalken, oben eine schwarze Dampflokomotive, unten ein bewurzelter schwarzer Baumstumpf.“ Zum 1. März 2004 wurde die damalige Gemeinde Stumsdorf mit ihrem Ortsteil Werben als Ortschaft in die neugebildete Einheitsgemeinde Stadt Zörbig eingegliedert. |
| |        | |

## Historische Wappen
| Stadt oder Gemeinde | Wappen | Kommentare |
| ------------------- | ------ | --- |
| Stadt Aken (Elbe)   |        | Wappen beruht auf Siegelführung seit dem 14. Jahrhundert: „In Blau unter einem hohen gotischen Boden zwischen zwei gezinnten Rundtürmen mit rotem Spitzdach auf gequadertem Sockel stehend ein Bischof mit zum Schwur Rechten, in der Linken einen Kreuzstab haltend, die Türme beseitet von je einem schwebenden kleinen Wappenschild; rot-silbern geteilt mit dem Mohrenkopf.“ |